# Nizerand
Le Nizerand est une rivière française qui coule dans département du Rhône. C'est un affluent de la Saône, donc un sous-affluent du Rhône.

## Géographie
D'une longueur de 16,6 kilomètres, il prend sa source à la limite de Saint-Cyr-le-Chatoux dans les monts du Beaujolais, à l'altitude 600 mètres, sur la commune de Rivolet, près du lieu-dit le Cruizon et au sud-est du Bois Boulon. Le sentier de grande randonnée GR 76 passe à proximité.
Il coule d'ouest en est, et conflue avec la Saône, à Arnas, à l'altitude 172 mètres.

## Communes et cantons traversés
Dans le seul département du Rhône, le Nizerand traverse 6 communes et trois cantons :
- dans le sens amont vers aval : Rivolet (source), Denicé, Gleizé, Villefranche-sur-Saône, et Arnas ).

Soit en termes de cantons, le Nizerand prend source dans le canton de Gleizé, traverse le canton de Villefranche-sur-Saône .

## Affluents
Le Nizerand a trois affluents référencés :
- le ruisseau du Pyre (rg) 1,9 km sur la commune de Rivolet.
- le ruisseau du Sandrin (rd) 3 km sur la commune de Rivolet.
- le ruisseau du Vernay (rd) 1,4 km sur la commune de Rivolet.

## Hydrologie
Le cours du Nizerand est classé pour la pêche sur 12 km de son parcours.